# 摩天動物園
《摩天動物園》是香港歌手鄧紫棋的第六張錄音室專輯及第三張個人全創作專輯，於2019年12月27日由G Nation與索尼音樂發行。這是鄧紫棋與蜂鳥音樂解約後，創作全碟詞曲及專輯製作僅歷時八個月完成的全新音樂作品。該專輯為鄧紫棋首次擔任總監製、音樂總監、視覺總監、創意及企劃總監，全碟編曲主要由鄧紫棋與音樂製作人T-ma二人完成。專輯概念以動物形象隱喻人類本性，勾勒出人性不同面貌，表達人在動物性與人性間拉扯的心聲，探討主題如社會現象、兩性關係等。該專輯涉及流行曲風的陷阱音樂結合說唱、電子音樂、搖滾與節奏藍調等音樂風格，為一張突破自我的全新概念專輯。
該專輯獲得2020年HITO流行音樂獎亞洲傳媒推崇大獎、流行音樂全金榜年度最佳專輯、第四十三屆十大中文金曲最佳中文唱片女歌手獎與第31屆金曲獎評審團獎，以及入圍金曲獎其他五項獎項（年度專輯獎、最佳國語專輯獎、最佳國語女歌手獎、年度歌曲獎、最佳作曲人獎）。同名單曲《摩天動物園》則獲得了第23屆十大專輯暨單曲頒獎典禮的年度十大單曲。

## 創作背景
|    | 文明在進化 然而我們始終帶著原始的獸性 平地上 人們築起萬丈高樓 不過是一座座 摩天動物園 |
| —— |                                                                                       |

《摩天動物園》是一張從專輯概念到詞曲創作、音樂製作、視覺創意、甚至企劃和宣傳等全程百分百完全實現鄧紫棋視野的專輯。專輯從她過去所體驗到的人性百態為起點，將她的觀察與關懷化為歌詞，每首歌都以隱喻的方式，藉由一種動物形象去寄寓人際關係狀態或社會現象。

## 歌曲介紹
《摩天動物園》專輯以同名歌曲作為開端，歌曲融入了很大量的嘻哈編曲，象徵動物是人類，反應社會現象，暗諷人性中每個人都可能在某些時刻浮現的黑暗面；並希望每個人都能以最清澈的眼光，去識破虛假謊言的誘惑，作出最好的選擇。第二首歌曲《Fly Away》則是一首非常憂鬱痛心的歌，象徵的動物則是貓頭鷹，透過這首歌，鄧紫棋希望表達出內心的掙扎和渴望與人分享心情的管道，而不是要聽到別人的安慰；編曲上使用了很複雜的節奏組配上鄧紫棋帶點拖又多切分音的呢喃感，並搭配一些回聲效果，成功營造出在森林空蕩回聲的效果。第三首歌曲《透明》象徵的動物為變色龍，歌曲描寫的是太愛對方而迷失自己的拉扯狀態，當完全為對方所想而委曲自己，最終只會自己獨力承受所有痛苦。第四首歌曲《很久以後》的代表動物是貓，該歌曲於12月18日新歌搶聽會分享了歌曲音源，描述受了傷只能偷偷躲在角落舔拭傷口、在人前卻要故作堅強的樣子。第五首歌曲《Walk on Water》，則是一首非常自信的歌曲，這首歌的代表動物是耶穌蜥蜴，牠們在危難之時，可以行走於水面上逃生，歌曲正是借此寓意：在經歷困難、面臨風浪的時刻，不服輸、不後退，懷著信心去突破自我。第六首歌曲《螢火》則是鄧紫棋寫給媽媽的歌；代表動物是螢火蟲，唱出母愛的偉大。在我們人生處於迷茫無助黑暗的情况下，媽媽就像螢火蟲一樣指引我們、保護我們。
第七首歌曲《灰狼》並不想表現出狼的狡猾，而是希望透過狼來讓大家反思我們所見的是否事實；整體編曲非常的現代，在人聲處理上下了很大的功夫，電子音與真聲的呼應，更顯音樂想展現的撲朔迷離及狼隱藏狡猾的特性。第八首歌曲《差不多姑娘》則是改編自MC HotDog的《差不多先生》，展現的則是孔雀，描述的則是這個模仿世代，生出了各種奇怪的生態和人類。第九首歌曲《好想好想你》是一首純吉他民謠歌曲，代表動物則是鹿，因為人在愛情裏都是會小鹿亂撞的。與周興哲合唱的第十首歌曲《別勉強》，代表動物是刺蝟，以「刺蝟的擁抱」來比喻一段關係中的狀態，兩人聲線交疊，完美詮釋愛情中的心碎。第十一首歌曲《多美麗》使用了強烈的合成器音效，象徵蝴蝶，描述的是珍貴的事物通常都是抓不住的，並感謝一路上幫助自己的人。第十二首歌曲《句號》代表的動物是蜂鳥，憑藉歌曲回顧12年從藝之路，曾經一張白紙的她漸漸學會，有些事情不可以讓步、對別人寬容就是對自己殘忍。她也希望借歌曲鼓勵所有站在人生十字路口、對於未來感到迷惘的人，身在其中當局者迷，抬頭展望海闊天空，不管前面有多艱辛，正面應戰就對了，畫一個「句號」沒那麼難。
鄧紫棋選擇以《依然睡公主》作專輯結尾，是這張專輯的後記，也是後來才追加收錄的歌曲，寫下了人生的限制和痛苦，並展現出自己不願被現實打敗的決心。

## 發行與宣傳
2019年12月10日，專輯預告片於YouTube平台上線。同年12月13日正式開始預購。同年12月27日，專輯第三主打《透明》音樂錄影帶正式發行。同年12月18日，鄧紫棋與現場媒體、粉絲分享尚未曝光的新作，並且在臺北舉行了新歌搶聽會。同年12月26日，鄧紫棋在北京舉辦新專輯發佈會。

## 音樂錄影帶

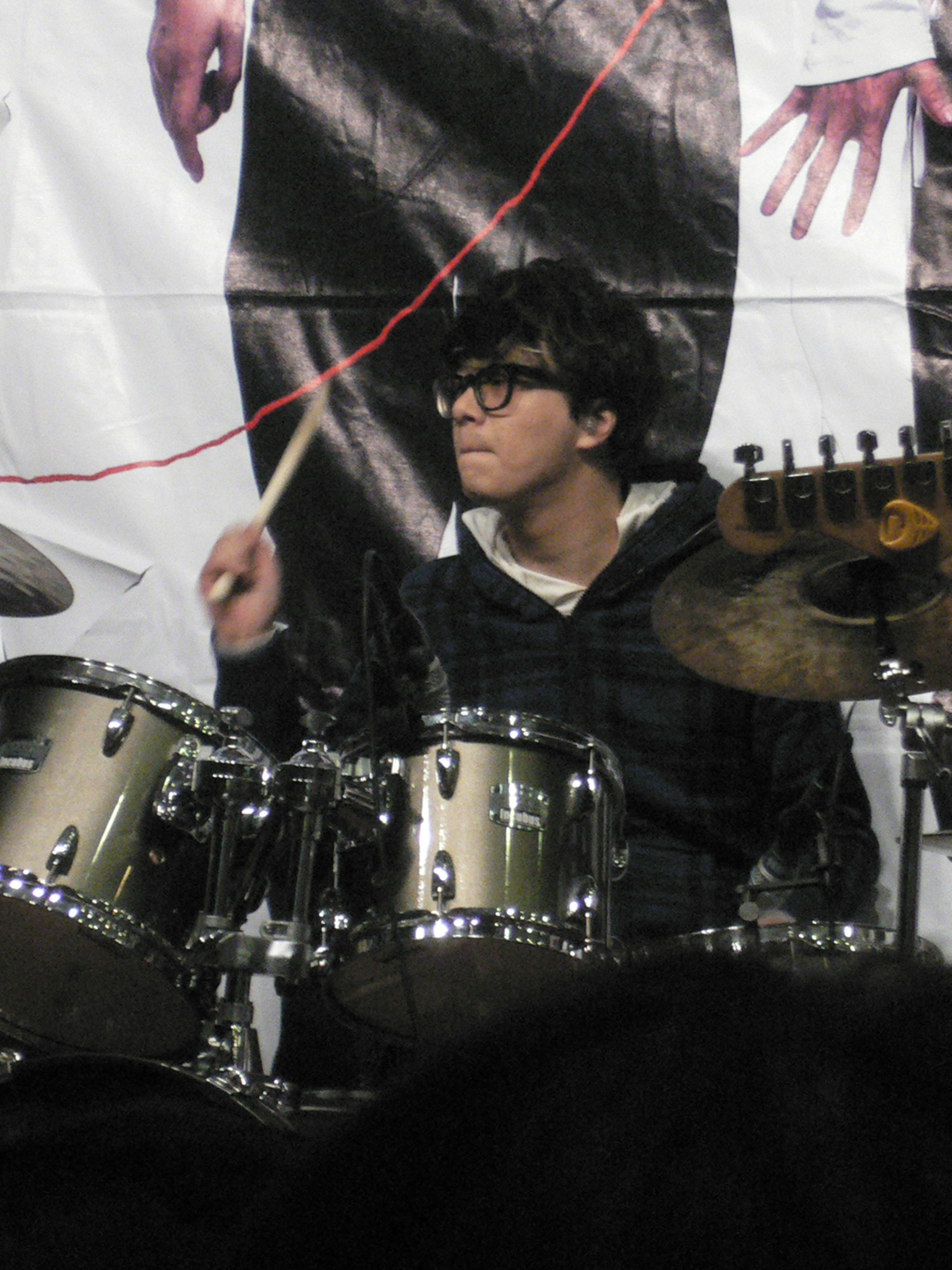
《摩天動物園》由臺灣導演廖人帥執導

- 所有音樂錄影帶均在YouTube平台上發行。

| 曲目次序 | 歌名          | 上傳日期       | 導演               | 連結                        |
| -------- | ------------- | -------------- | ------------------ | --------------------------- |
| 08       | 差不多姑娘    | 2019年7月21日  | 鄧紫棋 比爾賈      | 連結 （页面存档备份，存于） |
| 05       | Walk on Water | 2019年10月20日 | 田勛 小甜腥        | 連結 （页面存档备份，存于） |
| 12       | 句號          | 2019年11月22日 | 邱柏昶             | 連結 （页面存档备份，存于） |
| 01       | 摩天動物園    | 2019年12月13日 | 廖人帥             | 連結 （页面存档备份，存于） |
| 03       | 透明          | 2019年12月27日 | 魏奕旻             | 連結 （页面存档备份，存于） |
| 02       | Fly Away      | 2020年1月23日  | 隊長 Young Captain | 連結 （页面存档备份，存于） |
| 04       | 很久以後      | 2020年3月3日   | 簡學彬             | 連結                        |
| 11       | 多美麗        | 2020年5月20日  | 隊長 Young Captain | 連結 （页面存档备份，存于） |
| 10       | 別勉強        | 2020年6月29日  | 黃中平             | 連結 （页面存档备份，存于） |
| 09       | 好想好想你    | 2021年5月20日  | 隊長 Young Captain | 連結 （页面存档备份，存于） |

## 評價及榮譽
| 評論得分 | 評論得分 |
| 來源     | 評分     |
| -------- | -------- |
| 豆瓣音樂 | [ 30 ]   |

專輯《摩天動物園》於發行之後獲得普遍好評。較正面的評價指專輯每首歌均有鮮明的特點，另外，編曲方面也獲得好評。有評論認為這是華語音樂的一個新高峰，指出鄧紫棋用非常口語卻深刻的音樂表現出了自己這一段日子的掙扎及出道 12 年來所經歷的種種，整張專輯編排高潮迭起，節奏掌握得當，在很多地方加入實驗性的人聲音效，更是讓人體會到編曲的用心及歌詞、象徵動物的輝映，使得專輯變得更加完整有趣。這張專輯獲得第31屆金曲獎評審團獎，並評價：「站在主流尖峰上，卻沒有減少對創作的誠意，並且鼓勵創作成為顯學，流量和質感取得平衡，作品完整且精致。」

## 曲目
| 《摩天動物園》——標準版CD | 《摩天動物園》——標準版CD                 | 《摩天動物園》——標準版CD               | 《摩天動物園》——標準版CD |
| 曲序                     | 曲目                                     | 备注                                   | 时长                     |
| ------------------------ | ---------------------------------------- | -------------------------------------- | ------------------------ |
| 1.                       | 摩天動物園（City Zoo）                   |                                        | 4:30                     |
| 2.                       | Fly Away                                 |                                        | 3:58                     |
| 3.                       | 透明（Selfless）                         |                                        | 3:37                     |
| 4.                       | 很久以後（Long After）                   | 電影《可不可以，你也剛好喜歡我》主題曲 | 4:50                     |
| 5.                       | Walk on Water                            | 電影《未來戰士：黑暗命運》中文版主題曲 | 3:31                     |
| 6.                       | 螢火（Mama）                             |                                        | 3:50                     |
| 7.                       | 灰狼（Grey Wolf）                        |                                        | 3:23                     |
| 8.                       | 差不多姑娘（Miss Similar）               | 改編自MC HotDog的《差不多先生》        | 3:50                     |
| 9.                       | 好想好想你（Missing You）                |                                        | 3:24                     |
| 10.                      | 別勉強（feat. 周興哲）（Don't Force It） |                                        | 4:22                     |
| 11.                      | 多美麗（Unreachable）                    |                                        | 3:41                     |
| 12.                      | 句號（Full Stop）                        |                                        | 3:55                     |
| 13.                      | 依然睡公主（Still That Girl）            | 改編自個人原創作品《睡公主》           | 2:40                     |
| 总时长：                 | 总时长：                                 | 总时长：                               | 49:31                    |

## 榜單表現

### 正式版
| 榜單（2019-2020）              | 最高排名 |
| ------------------------------ | -------- |
| 香港唱片銷量榜（香港唱片商會） | 1        |
| 香港華語專輯榜（KKBox）        | 1        |
| 臺灣專輯即時榜（博客來）       | 1        |
| 臺灣專輯週榜（博客來）         | 4        |
| 臺灣華語專輯榜（光南）         | 2        |
| 臺灣華語專輯榜（KKBox）        | 1        |
| 臺灣華語專輯榜（MyMusic）      | 1        |
| 臺灣華語新專輯榜（MyMusic）    | 1        |
| 臺灣華語專輯榜（玫瑰大眾）     | 1        |
| 臺灣華語專輯榜（佳佳）         | 2        |
| 馬來西亞華語專輯榜（KKBox）    | 1        |
| 新加坡華語專輯榜（KKBox）      | 1        |

| 榜單（2019-2020）        | 最高排名 |
| ------------------------ | -------- |
| 臺灣專輯暢銷榜（博客來） | 21       |
| 臺灣專輯月榜（博客來）   | 24       |

### 預購限定版
| 榜單（2019-2020）          | 最高排名 |
| -------------------------- | -------- |
| 臺灣專輯週榜（博客來）     | 1        |
| 臺灣華語專輯榜（五大唱片） | 1        |
| 臺灣華語專輯榜（佳佳）     | 1        |

| 榜單（2019-2020）        | 最高排名 |
| ------------------------ | -------- |
| 臺灣專輯暢銷榜（博客來） | 2        |
| 臺灣專輯月榜（博客來）   | 3        |

## 發行歷史
| 地區          | 日期           | 格式                  | 版本          | 唱片公司                       |
| ------------- | -------------- | --------------------- | ------------- | ------------------------------ |
| 全球          | 2019年12月13日 | 數位音樂下載 串流媒體 | 標準版        | G Nation                       |
| 臺灣 中國大陸 | 2019年12月27日 | CD                    | 標準版 預購版 | G Nation 台灣索尼音樂 新索音樂 |
| 臺灣 中國大陸 | 2021年8月15日  | 黑膠唱片              | 限量版        | 台灣索尼音樂 新索音樂          |

## 外部連結
- 在Discogs上的《摩天動物園》（发行列表）